# Trubarevo
Trubarevo (srbsky Трубарево je vesnice v střední části Srbska, administrativně spadající pod opštinu Ćićevac. Rozkládá se v údolí řeky Jižní Moravy. V roce 2011 zde žilo 108 obyvatel.
Z národnostního hlediska je obyvatelstvo výhradně srbské národnosti (cca 99 %), počet obyvatel vesnice dlouhodobě klesá.
Vesnice zabírá plochu údolí potoka, ústícího do zmíněné řeky a okolí břehu řeky v úzkém ale úrodném údolí. Nachází se zde železniční stanice na trati Bělehrad–Niš. 